# Condado de Bureta
El condado de Bureta es un título nobiliario español creado por el rey Carlos II, el 24 de marzo de 1678, a favor de Antonio Marín de Resende y Francia Zamora y Olivenza, XII señor de Bureta, en el Reino de Aragón, regidor y capitán de guerra en Logroño.
La denominación del título se refiere al señorío de Bureta, del cual el primer conde era titular. Bureta se encuentra en la provincia de Zaragoza, muy cerca del límite con Navarra, y posee una rica historia: origen celtíbero, villa romana, torreón árabe, reconstrucción cristiana, etc. Entre 2004 y 2008 el Palacio de los Condes de Bureta fue completamente rehabilitado. 

## Armas
En campo de gules, cinco flores de lis, de oro, bien distribuidas: una en el centro y las otras en cada esquina.

## Condes de Bureta

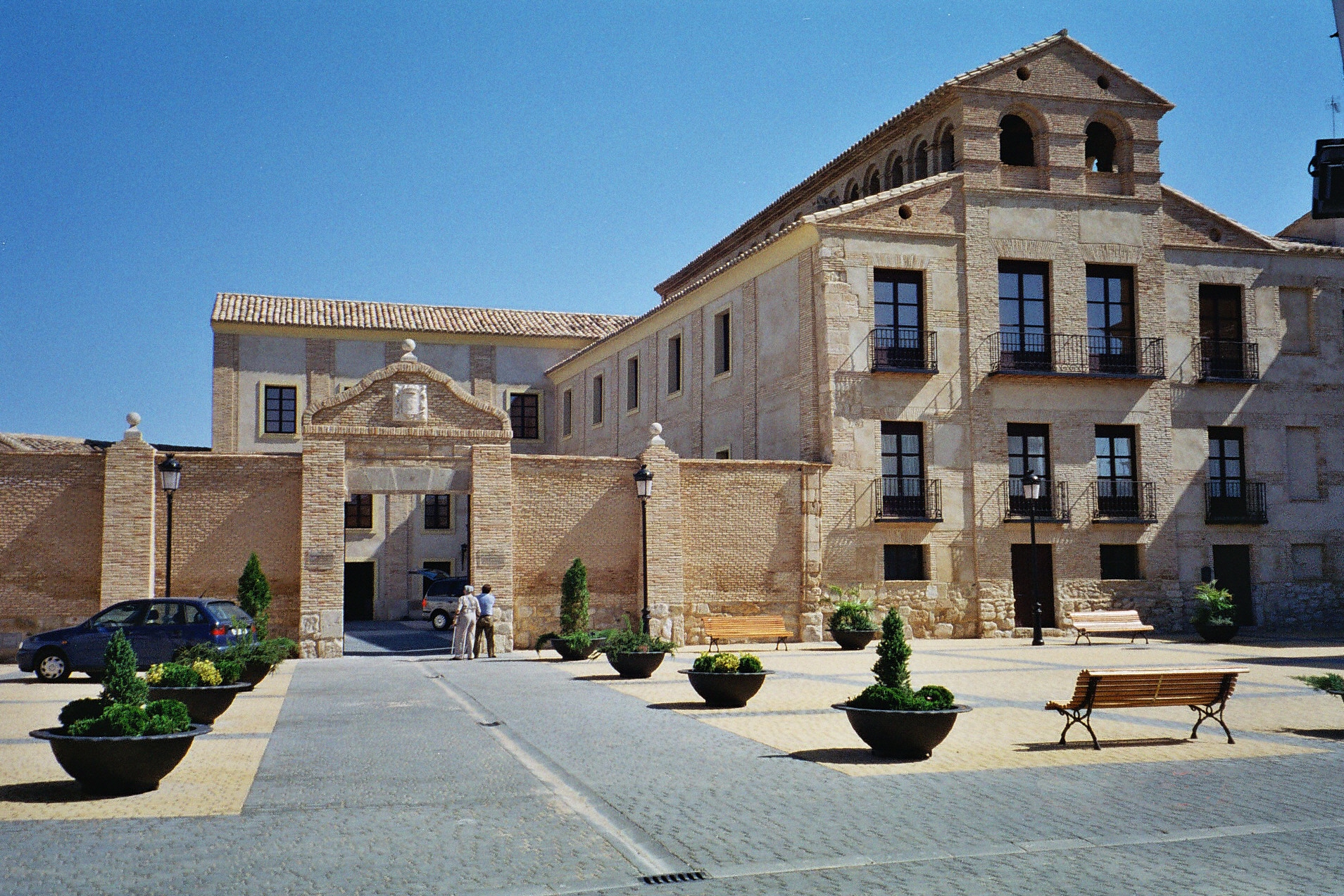
Palacio de los Condes de Bureta, en la localidad de Bureta, provincia de Zaragoza

|                                     | Titular                                                                  | Periodo                             |
| Creado en 1678 por el rey Carlos II | Creado en 1678 por el rey Carlos II                                      | Creado en 1678 por el rey Carlos II |
| ----------------------------------- | ------------------------------------------------------------------------ | ----------------------------------- |
| I                                   | Antonio Marín de Resende y Francia, Zamora y Olivenza                    | 1678-1682                           |
| II                                  | Matías Marín de Resende Francia y de Ciria                               | 1682-?                              |
| III                                 | Antonio Marín de Resende Francia y Pérez de Suelves                      | ?-1733                              |
| IV                                  | Juan Antonio Marín de Resende Francia y Bournonville                     | 1733-1766                           |
| V                                   | María del Carmen Antonia Marín de Resende Francia y Fernández de Heredia | 1766-1784                           |
| VI                                  | Juan Crisóstomo López-Fernández de Heredia y Marín de Resende Francia    | 1795-1805                           |
| VII                                 | Mariano López-Fernández de Heredia Francia y Azlor                       | 1805-1846                           |
| VIII                                | Manuel López-Fernández de Heredia Francia y Suelves                      | 1846-1865                           |
| IX                                  | Mariano de los Dolores López-Fernández Heredia y Fernández de Navarrete  | 1871-1893                           |
| X                                   | Antonio López-Fernández de Heredia y Fernández de Navarrete              | 1904-1914                           |
| XI                                  | Mariano López-Fernández de Heredia y Ena                                 | 1914-1969                           |
| XII                                 | Mariano López-Fernández de Heredia y Hernández                           | 1969-1984                           |
| XIII                                | Mariano López-Fernández de Heredia e Izquierdo                           | 1984-actual titular                 |

## Historia de los condes de Bureta
- Antonio Marín de Resende y Francia, Zamora y Olivenza (Maluenda, 1 de octubre de 1615-Magallón, 28 de marzo de 1682), I conde de Bureta, señor de Bureta en el Reino de Aragón, regidor y capitán de Guerra en Logroño, hijo de Marcos Marín de Resende-Francia y Liñán y de María de Zamora y Méndez de Olivenza.[3]

Casó, en 1631, con María de Ciria Beteta. Le sucedió su hijo:
- Matías Marín de Resende Francia y de Ciria (n. 1649), II conde de Bureta.

Casó con Antonia Pérez de Suelves y Guerrea. Le sucedió su hijo:
- Antonio Marín de Resende Francia y Pérez de Suelves (?-1733), III conde de Bureta, caballero de la Orden de Santiago, teniente general de los Reales Ejércitos.

Casó con Eulalia de Bournonville. Le sucedió su hijo:
- Juan Antonio Marín de Resende Francia y Bournonville (1721-1766), IV conde de Bureta, caballero de la Orden de Alcántara, mariscal de campo de los Reales Ejércitos.

Casó con María del Pilar Fernández  de Liñán de Heredia y Eguaras, hija de Diego José Fernández de Liñán de Heredia Ximénez Cerdán Embún, V marqués de Bárboles, y de su esposa Ana María de Eguaras y Fernández de Heredia. Le sucedió su hija:
- María del Carmen Antonia Marín de Resende Francia y Fernández de Heredia (1750-Valencia, 1784), V condesa de Bureta y VIII vizcondesa de Mendinueta.[5][2]

Casó, en 17 de noviembre de 1768, en Zaragoza, con José María de la Cerda y Cernesio (1747-1811), V conde de Parcent, grande de España. En 1784 se inicia un largo pleito en la Real Audiencia de Aragón, por la sucesión, entre la Casa de Parcent y la Casa de Salillas. Finalmente, el condado fue adjudicado al siguiente titular, quien tomó posesión el 4 de mayo de 1795:

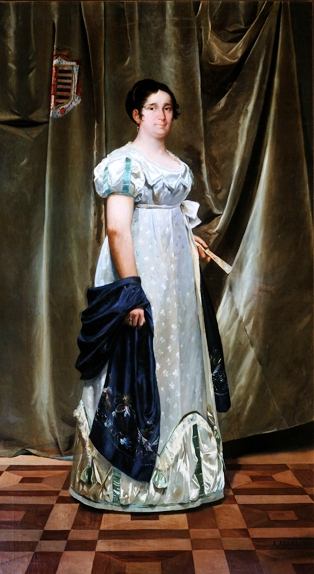
María de la Consolación de Azlor y Villavicencio, condesa consorte de Bureta, heroína de Los Sitios de Zaragoza

- Juan Crisóstomo López-Fernández de Heredia y Marín de Resende Francia (1775-1805), VI conde de Bureta, señor de Salinas, caballero de la Orden de San Juan, cofrade de San Jorge. Era bisnieto del segundo conde, nieto de María José Marín de Resende, hermano del tercer conde, hijo de María Ángela Marín de Resende, sobrina del tercer conde, e hija de la anterior.

Casó, en 1794, con María de la Consolación de Azlor y Villavicencio, hija del teniente general Manuel de Azlor y Urries, virrey de Navarra. Le sucedió su hijo:
- Mariano López-Fernández de Heredia Francia y Azlor (1798-1846), VII conde de Bureta, oficial de las Reales Guardias, caballero de la Orden de Carlos III, maestrante de Zaragoza.

Casó, en 1819, con María Ignacia de Suelves y Claramunt. Le sucedió su hijo:
- Manuel María López-Fernández de Heredia Suelves Azlor y Ríu, (Zaragoza, 12 de junio de 1826-Zaragoza, 17 de febrero de 1865)), VIII conde de Bureta, maestrante de Zaragoza.[2]

Casó, en 1854, con Jacoba Fernández de Navarrete y Fernández de Navarrete. Le sucedió, en 1871, su hijo:
- Mariano de los Dolores López-Fernández Heredia y Fernández de Navarrete (Zaragoza, 23 de agosto de 1855-Madrid, 24 de mayo de 1893), IX conde de Bureta,[2] maestrante de Zaragoza, diputado a Cortes por Montalbán.[2]

Casó, el 24 de octubre de 1878, en Zaragoza, con Joaquina Ángela Rebolledo de Palafox y Guzmán (1854-1912),IX Cañizar y IX marquesa de San Felices. Sin descendencia. Le sucedió, en 1904, su hermano:
- Antonio López-Fernández de Heredia y Fernández de Navarrete (Zaragoza, 27 de agosto de 1864-Zaragoza, 17 de agosto de 1914), X conde de Bureta, maestrante de Zaragoza.[2]

Casó, en Zaragoza el 2 de febrero de  1903, con Josefa de Ena y Valenzuela, hija de Joaquín de Ena y Domenench y de su esposa Francisca de Paula Valenzuela y Sánchez-Muñoz. Le sucedió su hijo en 1915:
- Mariano López-Fernández de Heredia y Ena (n. Zaragoza, 15 de marzo de 1904), XI conde de Bureta.[2][8]

Casó con Julia Hernández Rodríguez. Le sucedió, en 1969, su hijo:
- Mariano López-Fernández de Heredia y Hernández, XII conde de Bureta.[9]

Casó con María del Carmen Izquierdo López (n.1939). Le sucedió, en 1984, su hijo:
- Mariano López-Fernández de Heredia e Izquierdo (n.1964), XIII conde de Bureta.[10]

Casó con Gloria Moros Lahuerta (n.1969), ingeniera.

## Archivo
El Archivo Histórico del Condado de Bureta, ubicado en el Palacio de los Condes de Bureta (en Bureta, Zaragoza), contiene más de 14 000 documentos, desde el siglo XII, y destaca por sus documentos de la Guerra de la Independencia.